# آنلی
آنِلی یا آنِلِتی (به ایتالیایی: Anelli یا Anelletti) به معنای «حلقه‌های کوچک»، نوعی پاستای حلقه‌ای شکل کوچک است که از ترکیب آرد گندم دوروم یا همان آرد ماکارونی با آب تهیه می‌شود. از پاستای آنلی در تهیهٔ سوپ‌های مختلف و سالادهای پاستا استفاده می‌شود. همچنین از آنلتی برای تهیهٔ تیمبالو که خوراکی ایتالیایی است استفاده می‌نمایند.
نوع دیگری از این پاستا نیز وجود دارد که آنلینی نامیده می‌شود. در پاستای آنلینی حلقه‌ها کوچکتر بوده و تقریباً یک چهارم سایز پاستای آنِلی هستند.